# Milton Banana
Milton Banana, geboren als António de Souza, (Rio de Janeiro, 23 april 1935 - aldaar, 22 mei 1999) was een Braziliaanse percussionist en drummer die actief was in de bossanova. Hij ontwikkelde de bossanova-drumstijl en werkte veel met João Gilberto samen. 
Banana was een autodidact en speelde in de jaren vijftig bij allerlei dansbands, waaronder die van Djalma Ferreira. In 1956 werd hij lid van het trio van Luis Eça, dat speelde in een club die belangrijk was voor de bossanova, Plaza. In 1959 was hij de drummer op de plaat Chega de Saudade van João Gilberto (met arrangementen van Tom Jobim). In 1962 speelde hij naast en met andere musici op de show Encontro, ging met Gilberto naar Argentinië voor optredens in een club en speelde op een bossanova-concert in Carnegie Hall in New York. In 1963 drumde hij op het zeer succesvolle album van Stan Getz en Gilberto. Hij maakte een tournee door enkele Europese landena en formeerde in zijn thuisland een trio, waarmee hij in de jaren erop veel platen opnam voor Odeon en RCA. In 1977 speelde hij in de groep Fogueira3 van João Donato.

## Discografie (selectie)
- Milton Banana Trio, Toshiba, 1965
- Ao Meu Amigo Tom, RCA, 1979
- Sambas de Bossa, BMG, 1997